# Nobilis
Nobilis Group — группа французских компаний, специализирующиеся на разработке и распространении компьютерных игр. Основана в Лионе в 2001 году.
Nobilis выпускает мультиплатформенные игры для PC, Xbox, PlayStation 2, PSP, GameCube, Nintendo DS, Game Boy Advance.
Дочерние компании-дистрибьюторы Nobilis расположены во Франции (Nobilis France, Лион), Испании и Португалии (Nobilis Iberica, Мадрид), Бельгии, Голландии и Люксембурге (Nobilis Benelux), Италии (Рим).

## Изданные игры
Среди собственных проектов Nobilis Publishing:
- Moto Racer DS (DS)
- Hotel Giant 2 (PC)
- Hotel Giant (DS)
- My baby boy et My baby girl (DS)
- The Secrets of Da Vinci : le Manuscrit interdit (PC) ;
- The Secrets of Atlantis : L'Héritage sacré (PC) ;
- Mountain Bike Adrenaline featuring Salomon (PlayStation 2) ;
- Moto Racer 3 Gold Edition (PC) ;
- Caméra Café, le jeu (PC) ;
- Caméra Café 2 (PC) ;
- Wild Water Adrenaline featuring Salomon (PlayStation 2) ;
- Cap sur l’Ile au Trésor (PC) ;
- Les Campagnes de Napoléon(PC).
- King's Bounty: The Legend
- Détective Conan : Enquête à Mirapolis
- Hearts of Iron II
- Criminology (DS)
- Killing Floor (PC)
- Destination: Treasure Island (PC)
- The Secrets of Da Vinci: The forbidden Manuscript (PC)
- The Secrets of Atlantis: the Sacred Legacy (PC)
- Mountain Bike Adrenaline featuring Salomon (PlayStation 2)
- Moto Racer 3 Gold Edition (PC)
- Coffee Break (PC)
- Coffee Break 2 (PC)
- Wild Water Adrenaline featuring Salomon(PlayStation 2)